# Kannenbäckerstraße
Die Kannenbäckerstraße ist eine Ferienstraße im Westerwald und im Kannenbäckerland. Sie wurde 1978 eröffnet, hat eine Länge von 35 km und führt über verschiedene rheinland-pfälzische Landesstraßen. Zum Teil führt diese Straße durch den Naturpark Nassau.

## Verlauf
Die Kannenbäckerstraße beginnt in Neuhäusel mit der von der Bundesstraße 49 abzweigenden Kreisstraße 114 und mündet beim Vallerauer Hof in die Landesstraße 310. Dieser folgend durchquert sie Hillscheid und erreicht die Stadt Höhr-Grenzhausen. Der Landesstraße 307 nach Osten folgend erreicht die Kannenbäckerstraße Hilgert, die Stadt Ransbach-Baumbach und Mogendorf. Im weiteren Verlauf über die Landesstraße 313 berührt die Kannenbäckerstraße Siershahn und durchquert die Stadt Wirges. In östlicher Richtung folgt sie der Landesstraße 300, durchquert Moschheim und endet in der Ortsgemeinde Boden an der Bundesstraße 255. Von Neuhäusel bis Höhr-Grenzhausen ist der Verlauf der Kannenbäckerstraße identisch mit dem Verlauf der Deutschen Limes-Straße.